# Aïn El Kerma
Pour les articles homonymes, voir Aïn Kerma et Kerma (homonymie).
Aïn El Kerma ou Aïn Kerma, est une commune algérienne de la wilaya d'Oran, située à 45 km à l'ouest de la ville d'Oran.

## Géographie
Aïn El Kerma est une commune d'Algérie côtière de la Méditerranée et montagneuse.
La plage orientale de Madagh est située sur son territoire.

## Toponymie
Sans qu'on en connaisse l'origine exacte, le nom du village est composé du mot arabe عين "aïn" ("source"), de l'article arabe "el" et de « kerma » qui pourrait s'apparenter au mot arabe « كرمة », "karma" signifiant « cep de vigne ».
Arthur Pellegrin, membre correspondant de l'Académie des Sciences Coloniales rapproche plutôt le mot « kerma » de « figuier » ; le nom du village signifiant alors « la source des figuiers ». Cependant, dans le dictionnaire Biberstein-Kazimirski, le mot "kerma" n'a pas de rapport avec le figuier et, en l'absence de plus d'informations, la signification « source de la vigne » ou « source des vignes » semble la plus plausible.

### Situation
| Mer Méditerranée                    | Mer Méditerranée | El Ançor            |
| Bouzedjar (Wilaya d'Aïn Témouchent) | Aïn El Kerma     | El Ançor; Boutlelis |
| El Amria (Wilaya d'Aïn Témouchent)  | Boutlelis        | Boutlelis           |

### Lieux-dits, hameaux, et quartiers
- Aïn el Kerma centre, chef-lieu de la commune.
- Les villages ou hameaux de Aïn Tessa, Bordj el Abiad, Sidi Bakhti, Village agricole socialiste Beggoug, Madagh[4].